# 王牌大偵探
《王牌大偵探》是日本漫畫家關崎俊三的日本漫畫作品，於白泉社漫畫雜誌Young Animal上連載。單行本全15卷。2004年改編為電視劇。全11話。

## 概要
本作是主要敘述私家偵探，妻木所受理各式委託所構成。
本作的特色是，不同於「金田一」、「名偵探柯南」等流行推理漫畫的事件開展方式，故事遇到的事件大都不是偶然遇到，幾乎都是委託者登門委託的案件的形式展開；此外，劇情中受理的案件型是非常多種，但鮮少遇到殺人案件。本作中除了主要人物以外，委託人、路人甚至是犯人常常都長得非常醜陋與滑稽。其他推理漫畫中，主角常常完美的解決事件的情形，在本作中並不多見，主角妻木常會採用非正統的手法來處理案件，且事件的解決手法常會牽扯到週遭的人，以混亂收場。
這類的例子有：
- 為了引出殺警的人犯，以被殺的警察的名義到處騙人而引起騷動。
- 為了解讀意義不明暗號，而非法潛入犯人的房間中尋找提示。

本作中偵探的工作常常是腳踏實地的探聽調查，因案件與警方發生衝突情節也有發生過；在不破壞娛樂效果的範圍之內，對偵探的工作做較貼近真實的描寫。

## 事務所名稱
本作不時會提及：「『王牌偵探事務所』是電話簿裡登在第一家的偵探社」，原因在於日文原名為「ああ探偵事務所」，“あ”為五十音中的第一個，所以兩個あ就組合在一起，就會讓這間事務所排在第一個。

## 主要登場人物
妻木（つまき）
本作主角。「王牌偵探事務所」所長。
留著像鬼太郎一樣的髮型，有左眼常被頭髮所掩蓋的特色存在。髮型非常固定，連坐雲霄飛車都不會有變化。
因為非常崇拜福爾摩斯，所以才開偵探事務所，常對初次見面的對象，根據其特徵做出推理，但沒有一次對過。
興趣是變裝、打掃與桌球，桌球還曾得過金槌市桌球大會冠軍。擁有優秀的推理能力，與有時不顧違法的行動力，而解決一次又一次的困難事件。
井上涼子（いのうえ りょうこ）
擔任妻木的助手。華生的角色。
在Case.0時，委託妻木尋找其失蹤的哥哥時初次登場，後來事件解決後就在下班後的閒暇時間來義務擔任妻木的助手。
森野泉（もりの いずみ）
任職於「福耳偵探商會」。與妻木在「前衛散文詩事件」中熟識。有時會一起解決事件。
房東太太（大家さん）
本名藤島薫。妻木所經營的偵探事務所的房東，在同一棟建築的一樓經營美容院。經常對虧欠房租的妻木發脾氣。丈夫是海軍軍官，長期航海不在家。
藤島茜（ふじしま あかね）
房東太太的女兒。好奇心旺盛，頭腦與運動神經都很好。
伊娃歐（イワオ）
藤島家養的跳水企鵝。會打桌球。
松本康介（まつもと こうすけ）
Case.1中登場。為良子的相親對象，是一名刑警。
老稻（スケさん）
情報提供者。老稻為其綽號「稻草人」的簡稱，本名不詳。平時都拿著情色俱樂部招牌招攬客人，但實際上是一名有名的前扒手。出獄後遇見妻木，向他提供一項情報而嘗到甜頭後，便開始走上情報提供者的這條路。

## 出版書籍
| 冊數 | 講談社         | 講談社             | 長鴻出版社     | 長鴻出版社        |
| 冊數 | 發售日期       | ISBN               | 發售日期       | EAN               |
| ---- | -------------- | ------------------ | -------------- | ----------------- |
| 1    | 2002年6月28日  | ISBN 4-592-13394-3 | 2003年4月1日   | EAN 4710765173852 |
| 2    | 2002年12月19日 | ISBN 4-592-13395-1 | 2003年7月1日   | EAN 4710765176228 |
| 3    | 2003年5月29日  | ISBN 4-592-13316-1 | 2004年7月19日  | EAN 4710765187163 |
| 4    | 2003年10月29日 | ISBN 4-592-13317-X | 2005年6月18日  | EAN 4710765195489 |
| 5    | 2004年3月29日  | ISBN 4-592-13318-8 | 2005年11月9日  | EAN 4710765199814 |
| 6    | 2004年7月29日  | ISBN 4-592-13319-6 | 2006年1月16日  | EAN 4710765201173 |
| 7    | 2004年12月20日 | ISBN 4-592-13729-9 | 2006年4月17日  | EAN 4710765203306 |
| 8    | 2005年5月27日  | ISBN 4-592-13730-2 | 2007年1月19日  | EAN 4710765211257 |
| 9    | 2005年11月29日 | ISBN 4-592-13731-0 | 2007年9月20日  | EAN 4710765217013 |
| 10   | 2006年6月29日  | ISBN 4-592-13732-9 | 2011年9月21日  | EAN 4716814193260 |
| 11   | 2007年2月28日  | ISBN 4-592-13733-7 | 2011年12月23日 | EAN 4716814196278 |
| 12   | 2007年3月29日  | ISBN 4-592-14322-1 | 2014年6月14日  | EAN 4715409865568 |
| 13   | 2007年9月28日  | ISBN 4-592-14323-X | 2016年9月29日  | EAN 4715409876885 |
| 14   | 2008年3月28日  | ISBN 4-592-14324-8 | 2018年9月19日  | EAN 4713006541472 |
| 15   | 2008年5月29日  | ISBN 4-592-14325-6 |                |                   |

## 電視劇
朝日電視台於2004年7月2日到9月17日止的週五夜晚劇場中放映。全11集。
本劇在華文圈常被譯為「AA偵探事務所」或是「ああ偵探事務所」。

### 演員表

#### 主要演員
- 妻木：永井大
- 井上涼子：酒井若菜
- 森野泉：辺見えみり
- 松本康介：東幹久
- 藤島薫：川島なお美
- 藤島茜：友近香澄
- 曽根慎太郎：金児憲史
- 櫻：牛尾田恭代
- スケアクロウ：阿南健治

#### 客串演員
第1集登場：
- シゲ（古田新太）

第2集登場：
- 桐山（土田晃之）

第3集登場：
- 真希（矢部美穂）
- 美菜（すほうれいこ）
- 謎の美少年（ウエンツ瑛士）

第4集登場：
- 美智子（山川恵里佳）
- キヨヒロ（金子昇）
- 神崎（森次晃嗣）

第5集登場：
- 片瀬遥（高樹マリア）
- 桜井（斉藤陽一郎）
- 杉浦（団時朗）

第6集登場：
- 松戸（沢村一樹）
- 原ノ町真紀（遊井亮子）
- 我孫子香織（嘉門洋子）
- 羽鳥ジョー（山崎潤）
- 牛久（瀬戸陽一郎）

第7集登場：
- 木下英子（岩崎ひろみ）
- 島崎美和（上原美佐）

第8集登場：
- 中島（マギー）
- 愛川ミチル（小向美奈子）
- 黒木（神保悟志）
- 橋爪高志（前田耕陽）

第9集登場：
- 小池裕子（久野真紀子）
- 三上麗子（岡本舞）
- 保坂奈津美（中村綾）

第10集登場：
- 大黒健（永井大）
- 竹田義仁（中村育二）
- 大黒惣治（寺田農）
- 安藤（深水三章）
- 橘美沙子（滝沢沙織）

第11集登場：
- 丸山マリモ（杉本彩）
- 塚田（井田國彦）
- 植村（斉藤暁）
- 只野仁（高橋克典）

### 製作團隊
- 原作 - 關崎俊三（白泉社）
- 腳本 - 高山直也、田邊滿、旺季志ずか
- 音樂 - super soniQ inc.
- 演出 - 今井和久、小松隆志、田村直己
- 主題曲 - 175R（EMI音樂日本）
- 主要製作人 - 黒田徹也（朝日電視台）
- 製作人 - 杉山登（朝日電視台）、遠田孝一 (MMJ)
- 協力製作人 - 東城祐司 (MMJ)
- 製作 - 朝日電視台、MMJ

### 各集列表
| 話数                                                              | 播放日期      | 標題 | 腳本       | 演出     | 收視率 |
| ----------------------------------------------------------------- | ------------- | ---- | ---------- | -------- | ------ |
| 第1話                                                             | 2004年7月2日  |      | 高山直也   | 今井和久 | 09.5%  |
| 第2話                                                             | 2004年7月9日  |      | 田辺満     | 今井和久 | 08.2%  |
| 第3話                                                             | 2004年7月23日 |      | 高山直也   | 小松隆志 | 07.8%  |
| 第4話                                                             | 2004年7月30日 |      | 高山直也   | 小松隆志 | 08.6%  |
| 第5話                                                             | 2004年8月6日  |      | 旺季志ずか | 今井和久 | 10.9%  |
| 第6話                                                             | 2004年8月13日 |      | 田辺満     | 田村直己 | 07.5%  |
| 第7話                                                             | 2004年8月20日 |      | 旺季志ずか | 小松隆志 | 06.2%  |
| 第8話                                                             | 2004年8月27日 |      | 高山直也   | 田村直己 | 10.1%  |
| 第9話                                                             | 2004年9月3日  |      | 高山直也   | 小松隆志 | 09.1%  |
| 第10話                                                            | 2004年9月10日 |      | 田辺満     | 田村直己 | 09.7%  |
| 最終話                                                            | 2004年9月17日 |      | 高山直也   | 今井和久 | 10.7%  |
| 平均收視率 8.9%（收視率由Video Research進行調查、關東地區：家庭） |               |      |            |          |        |

- 7月16日插播第133回英國高爾夫球公開賽而停止播放一次。

## 外部連結
- 電視劇版的官方網站 （页面存档备份，存于）（日語）
- 王牌大偵探特別網站（日語）